# Gerhard Armauer Hansen

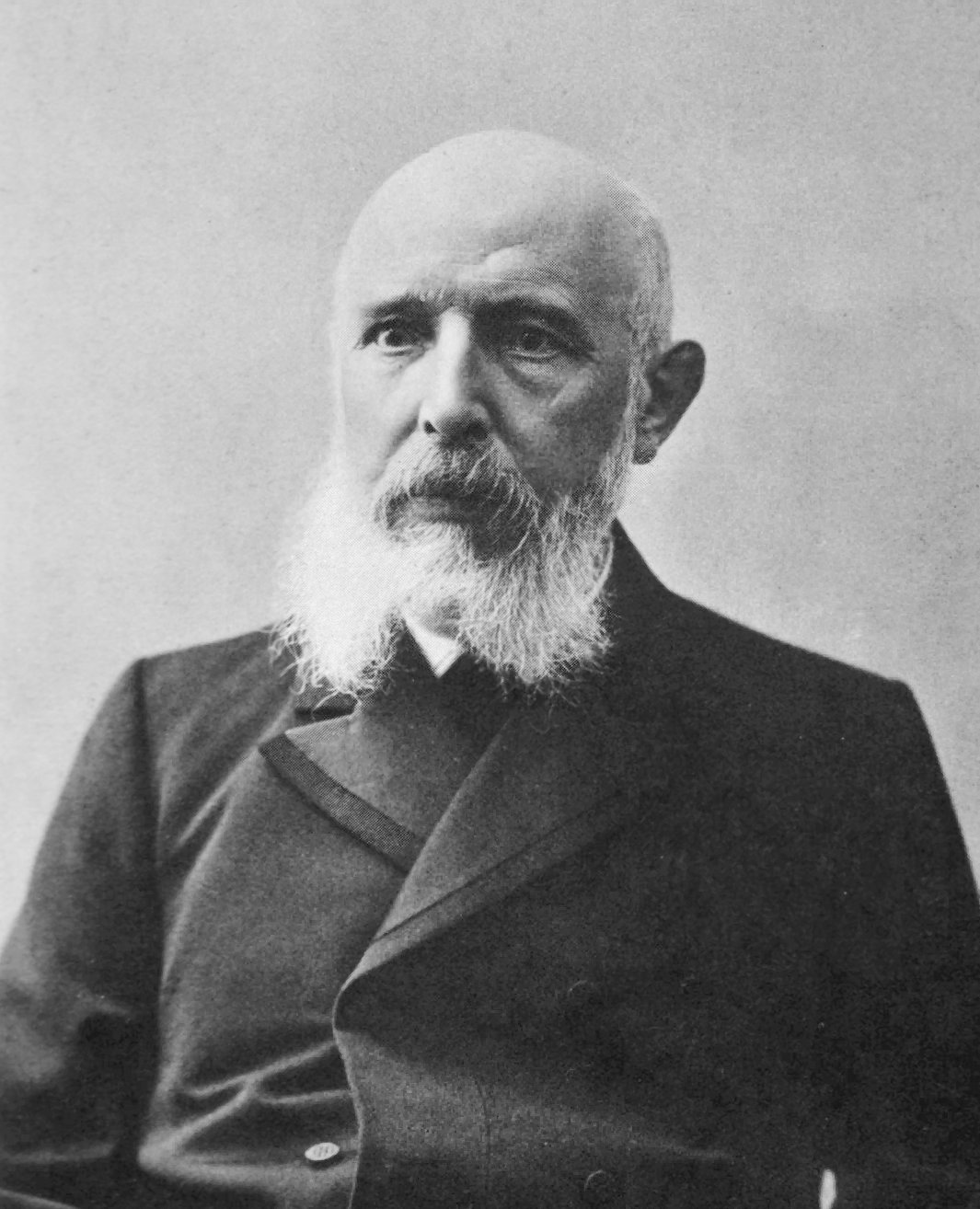
Gerhard Armauer Hansen

Gerhard Henrik Armauer Hansen (eigentlich Gerhard Henrik Hansen; * 29. Juli 1841 in Bergen/Provinz Søndre Bergenhus, Norwegen; † 12. Februar 1912 in Florø/Provinz Nordre Bergenhus) war ein norwegischer Arzt und Zoologe in Bergen, der 1873 den Erreger der Lepra (genannt auch Hansen-Krankheit), das Mycobacterium leprae, in ungefärbten Präparaten identifizierte. Damit fand er als Erster heraus, dass eine chronische Krankheit von Bakterien verursacht werden kann.

## Leben

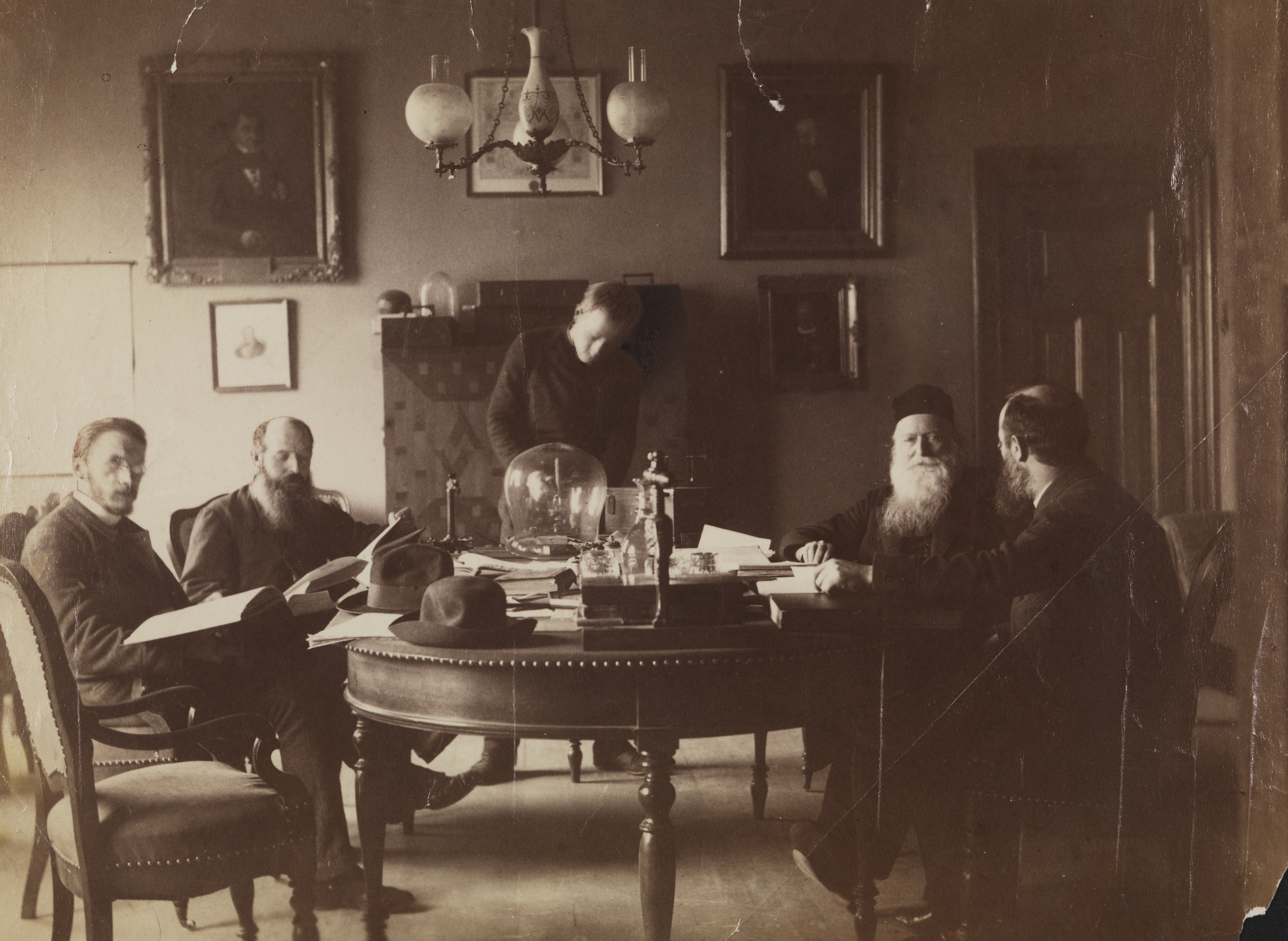
Das wissenschaftliche Personal des Bergen Museum in den 1880er Jahren (von links nach rechts): Jørgen Brunchorst (1862–1917), Gerhard Armauer Hansen, Fridtjof Nansen, Daniel Danielssen, Herman Friele.

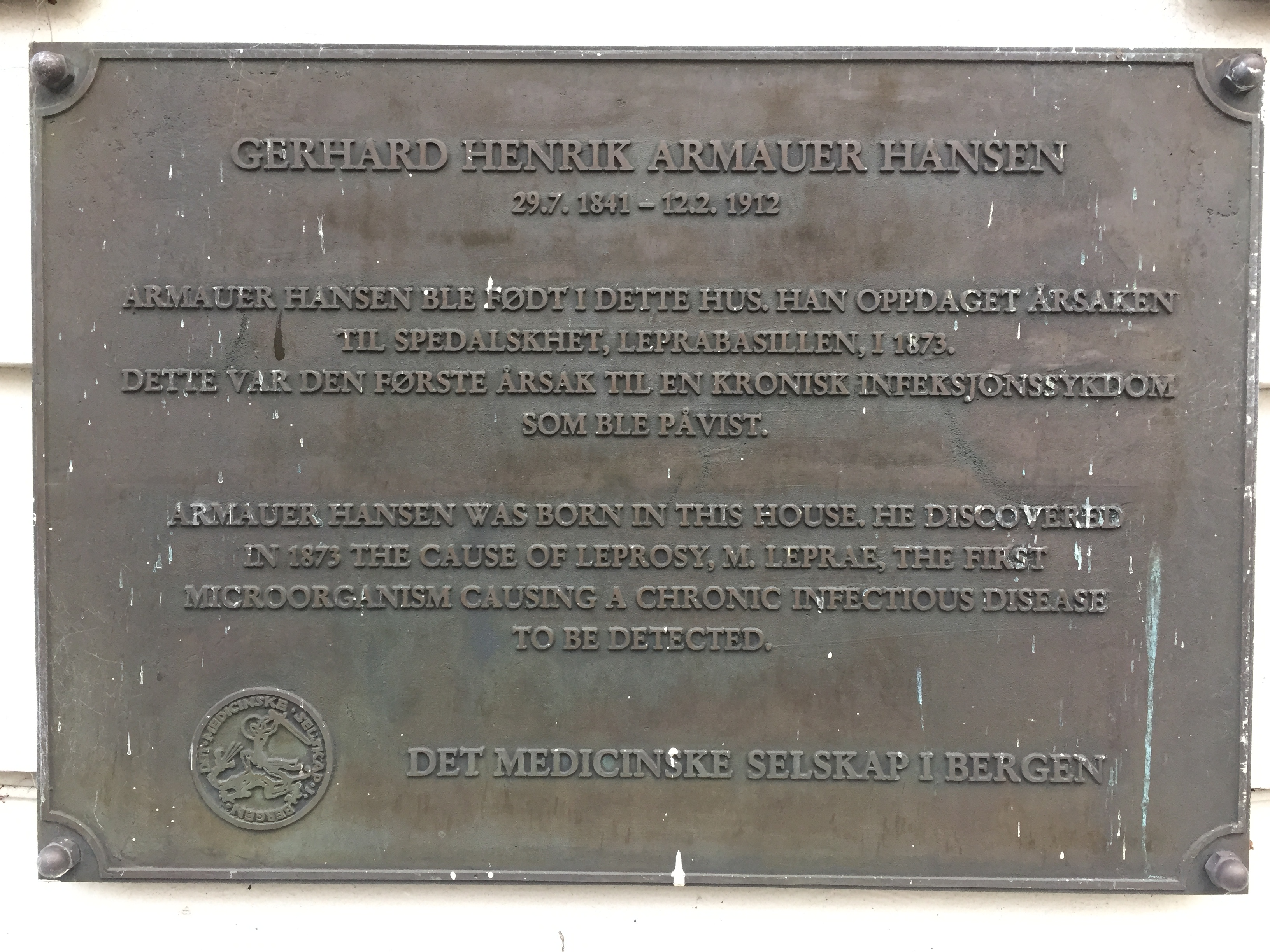
Gedenktafel an Hansens Geburtshaus, Kroken 5, Bergen

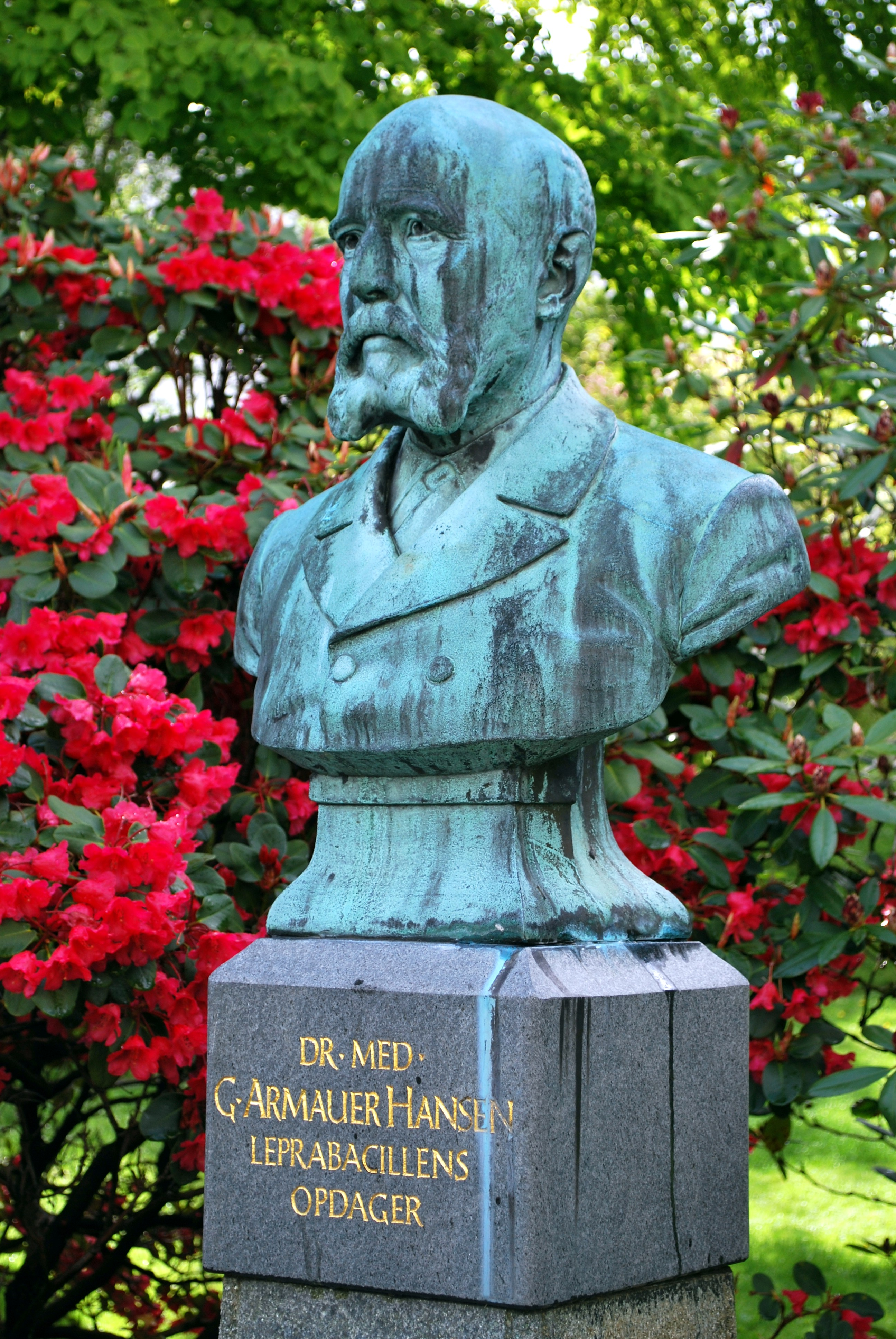
Büste im botanischen Garten der Universität Bergen

Gerhard Hansen wurde als achtes von 15 Kindern des Ladenbesitzers Claus Hansen (1800–1885) und dessen Ehefrau Elizabeth Concordia Schram (1812–1883) in Bergen geboren. Einen Großteil seiner Kindheit verbrachte er in Askøy auf dem Bauernhof seines Onkels und seiner Tante, die selbst kinderlos waren. Als Gerhard zehn Jahre alt war, musste der Vater sein Geschäft aus finanziellen Gründen aufgeben und zunächst als Lehrer, später als Bankkassierer arbeiten. Trotzdem konnte Gerhard das Gymnasium besuchen. Sein Medizinstudium an der Königlichen Friedrichs-Universität in Christiania, dem heutigen Oslo, musste er sich selbst finanzieren, unter anderem durch eine Tätigkeit als Lehrer. 1866 schloss er sein Studium mit Auszeichnung ab. Als Vertretung für den Prosektor blieb er zunächst an der Universität und absolvierte ein Praktikum am Rikshospitalet in Christiania. Anschließend arbeitete er als Arzt auf den Lofoten, kehrte aber 1868 in seinen Geburtsort zurück.
Bergen war zu dieser Zeit das Zentrum der europäischen Lepraforschung. Während die Krankheit in Zentraleuropa fast verschwunden war, stieg die Zahl der Erkrankungen in Skandinavien seit dem 18. Jahrhundert wieder an. Bergen hatte mit dem St. Jørgens Hospital ein Leprosorium, das auf das 14. Jahrhundert zurückging. Um 1850 waren in der Stadt zwei weitere Leprahospitale eingerichtet worden, darunter mit dem Lungegaards-Hospital eine Forschungseinrichtung mit Plätzen für 90 Kranke, die von Daniel Cornelius Danielssen geleitet wurde. Hansen wurde Assistenzarzt bei Danielssen und veröffentlichte 1869 seine erste Arbeit zur Lepra. Im selben Jahr erhielt er „Professor Skjelderups Goldmedaille für medizinische wissenschaftliche Arbeit“ für seine Dissertation Bidrag til Lymphekjertlernes normale og pathologiske Anatomi (deutsch Beitrag zur normalen und pathologischen Anatomie der Lymphknoten), die erst 1871 in gedruckter Form erschien. Während Danielssen die Lepra für eine Erbkrankheit hielt, kam Hansen rasch zu der Auffassung, es mit einer chronisch verlaufenden Infektionskrankheit zu tun zu haben. 1870 erlaubte ein staatliches Stipendium ihm einen Auslandsaufenthalt zur Weiterbildung auf dem Gebiet der Bakteriologie. Er reiste zunächst an das von Max Schultze geleitete Anatomische Institut der Universität Bonn, wo er sich im Mikroskopieren übte. Der Deutsch-Französische Krieg beeinträchtigte jedoch seine Studien so, dass er sich entschloss, nach Wien weiterzureisen, wo er mit den Lehren Charles Darwins in Berührung kam, die sein Weltbild fortan prägten. Weitere Stationen seiner Reise durch Mitteleuropa waren Saarbrücken, Heidelberg und Venedig gewesen.
Beim Betrachten infektiösen Materials unter dem Mikroskop hatte Hansen – wie andere Forscher vor ihm – schon 1869 braune Stäbchen gesehen. Im Laufe der Jahre kam er zu der Vermutung, dass diese für die Krankheit verantwortliche Bakterien sein könnten. Erst 1874 berichtete er über seine Entdeckung detailliert in einer norwegischen und 1875 in einer englischen Zeitschrift. Es gelang ihm jedoch kein direkter Nachweis, dass die Stäbchen tatsächlich die Lepra verursachen, denn er war nicht in der Lage, die Infektion auf Versuchstiere zu übertragen oder die Bakterien zu kultivieren. Er kannte auch kein Verfahren, die Bakterien einzufärben. Das gelang erst 1879 dem deutschen Bakteriologen und Schüler Robert Kochs Albert Neisser, der Hansen in Bergen besucht und von diesem Gewebeproben zur Untersuchung erhalten hatte. In der anschließenden Kontroverse, wer der eigentliche Entdecker des Mycobacterium leprae sei, blieb Hansen Sieger. Die endgültige Anerkennung erfuhr er 1897 auf dem 1. Internationalen Leprakongress in Berlin. 1909 leitete er die Folgekonferenz in Bergen.
Da es Hansen im Tierversuch nicht gelungen war, zu zeigen, dass Lepra ansteckend ist, brachte er am 3. November 1879 seiner Patientin Kari Nielsdatter Spidsöen gegen deren Willen lepröses Material in die Hornhaut des Auges ein. 1880 kam es deshalb zum Gerichtsverfahren, in dessen Folge Hansen seine Stelle als Arzt am Pflegestift für Lepröse Nr. 1 (Pleiestiftelsen for spedalske Nr. 1) verlor. Er blieb aber weiterhin Generalinspektor der Lepra im Königreich Norwegen, ein Posten, den er seit 1875 bekleidete. Auf seine Initiative hin verfolgte der norwegische Staat eine Politik der Isolation der Leprakranken, die nach dem Bergener Leprakongress als beispielhaft für die Bekämpfung der Krankheit von der Mehrzahl der Staaten weltweit übernommen wurde.
Hansen arbeitete nun am Bergen Museum, zu dessen Vorstand er bereits seit 1872 gehörte. Er beteiligte sich an der wissenschaftlichen Bearbeitung der von der Norwegischen Nordmeerexpedition zwischen 1876 und 1878 gesammelten Tiere. Insbesondere beschrieb er die Ringelwürmer und die Schwämme. 1887 unternahm er eine Studienreise in die Vereinigten Staaten, um die Verbreitung der Krankheit unter den Nachkommen lepröser norwegischer Einwanderer zu untersuchen. Nach Danielssens Tod wurde Hansen 1894 Präsident des Bergen Museums. Er engagierte sich zeitlebens für die Leprafürsorge und für ein modernes Lepragesetz in Norwegen (1877/85). Durch dieses Gesetz konnte die Krankheit rasch eingedämmt werden.
1885 war er Mitbegründer des Bergener Regionalverbandes der Frauenrechtsorganisation Norsk Kvinnesaksforening und Mitglied des ersten Vorstandes.
Während seiner letzten Lebensjahre verschlechterte sich der Gesundheitszustand Hansens zusehends. Er hatte sich in seiner Studentenzeit mit Syphilis infiziert und litt zunehmend an den Spätfolgen. Bereits im Alter von 36 Jahren hatte er einen leichten Schlaganfall erlitten. In seinem letzten Lebensjahrzehnt fesselten ihn wiederholte Herzbeschwerden wochenlang ans Bett. Auf einer Inspektionsreise in die Fischereigebiete nördlich von Bergen starb er 1912 in Florø. Die Urne mit seiner Asche wurde in den Sockel seiner Büste im botanischen Garten am Bergen Museum eingelassen.
Hansen war zweimal verheiratet. 1873 ehelichte er die Tochter seines Mentors Daniel Danielssen, Stephanie Marie (1846–1873), die zehn Monate nach der Hochzeit an Tuberkulose verstarb. 1875 heiratete er die vermögende Witwe Johanne Margrethe Tidemand (1852–1930). Ihr gemeinsamer Sohn Daniel Cornelius (1876–1950) wurde wie sein Vater Arzt und leitete ab 1929 das Tuberkulosehospital in Bergen.

## Schriften (Auswahl)
- Foreløbige Bidrag til Lepraens Karakteristik. In: Nordisk medicinsk Arkiv. Band 13, 1869, S. 1–12.
- Bidrag til Lymphekjertlernes normale og pathologiske Anatomi. Jensen, Christiania 1871.
- Undersøgelser angaaende Spedalskhedens Aarsager. In: Norsk Magazin for Laegervidenskaben. Band 4, Nr. 9, 1874, S. 1–88.
- On the etiology of leprosy. In: British and Foreign Medico-Chirurgical Review. Band 55, 1875, S. 459–489.
- Bacillus Leprae. In: Virchow’s Archiv. Band 79, 1880, S. 32–42.
- Den Norske Nordhavs-Expedition 1876–1878. Zoologi. Grøndahl, Christiania. Annelida, 1882, Spongiadæ, 1885.
- mit Carl Looft: Leprosy in its clinical & pathological aspects, John Wright & Co., Bristol 1895.
- mit H. P. Lie: Die Geschichte der Lepra in Norwegen (= Mitteilungen und Verhandlungen der 2. Lepra-Konferenz in Bergen 1909). Leipzig 1910.